# Bokyi
El bokyi és una llengua que es parla al sud-est de Nigèria i al Camerun. La majoria dels parlants de bokyi viuen a l'estat de Cross River, concretament a les AGL d'Ikom, d'Obudu i d'Ogoja. Al Camerun es parla a la subdivisió d'Akwaya, que està a la divisió de Manyu, a la regió del Sud-oest.
El bokyi és una llengua de la família lingüística de les llengües bendi, que formen part de les llengües del riu Cross. Les altres llengües que formen part de la seva família lingüística són l'alege, el bekwarra, el bete-bendi, el bokyi, l'obanliku, l'ubang, l'ukpe-bayobiri i l'utugwang-irungene-afrike, totes elles de Nigèria.

## Dialectes
Els dialectes del bokyi són l'abo, el basua, el boje, el boorim, el bokyi oriental, l'irruan, el kwakwagom, l'nsadop, l'oku, l'osokom, l'oyokom i el wula.

## Ús
A Nigèria el bokyi gaudeix d'un ús vigorós (6a) i és una llengua important d'un districte. Al Camerun és una llengua amenaçada (6b). La llengua s'escriu en alfabet llatí des del 1971 i el 1987 s'hi va traduir la Bíblia.

## Població i religió
A Nigèria hi ha 223.000 parlants de bokyi; el 98% d'aquests són seguidors de religions cristianes. El 75% d'aquests són catòlics, el 15% protestants i el 10% segueixen esglésies cristianes independents. El 2% dels bokyi-parlatns restants de Nigèria creuen en religions tradicionals africanes.
El 73% dels 5.500 bokyi-parlants del Camerun són cristians. D'aquests, el 51% són catòlics, el 29% pertanyen a altres esglésies cristianes, el 10% són anglicans i el 10% són d'esglésies cristianes independents. El 27% restant de la població creuen en religions tradicionals africanes.